# Lista wód Śródziemia
Jest to artykuł o charakterze zbiorczym, przedstawiający zagadnienia hydrografii Śródziemia, czyli zagadnienia dotyczące wód występujących ze stworzonej przez J.R.R. Tolkiena mitologii Śródziemia. Hasła przedstawione są w kolejności alfabetycznej według kategorii wód stojących i płynących. Na końcu przedstawiono inne formacje wodne.

## Wody stojące

### Jeziora

#### Aelin-Uial
Sind. Jeziora Zmierzchu, znane także jako Stawy Półmroku, położone były w Beleriandzie, na południowy zachód od Doriathu, gdzie Aros wpływał do Sirionu. W tym miejscu rzeka rozdzielała się na wiele rozlewisk i kanałów.

#### Cuiviénen
Było położone we wschodnim Śródziemiu. Nad jego brzegiem obudzili się Quendi. Uważa się, że była to jedna z zatok śródlądowego Morza Helkar. Od wschodu kraina Cuiviénen była ograniczona pasem Orocarni. Niedaleko leżało Hildórien, gdzie przebudzili się pierwsi ludzie.

#### Ivrin
Jezioro położone w Beleriandzie, od północy otoczone Górami Cienia. W wodospadach Ivrinu na południowych zboczach Dor-lóminu, w miejscu zwanym Eithel Ivrin (Źródła Ivrinu) brała źródło rzeka Narog. Nad jeziorem doszło do Mereth Aderthad (Uczty Pojednania), a także spotkania Túrina z Belegiem. Eithel Ivrin zostało splugawione w późniejszym czasie przez smoka Glaurunga.

#### Jezioro Zwierciadlane
Znajdowało się blisko Morii w dolinie Azanulbizar. Miało tę właściwość, że osoba patrząca w jego taflę nie widziała swojego odbicia, a jedynie odbicie nieba. To w to właśnie jezioro spojrzał Durin z Kamienia, zakładając Morię.

#### Jezioro Długie
Przez to jezioro przepływa wychodząca z Ereboru Bystra Rzeka i wpływa do niego wypływająca z Gór Szarych Rzeka Leśna. Na tym jeziorze powstało miasto Esgaroth zwane potem po prostu Miastem Na Jeziorze. Kiedy Smaug zaatakował miasto spalił je doszczętnie. Przeszyty strzałą smok runął do tego jeziora i jego szkielet ubrany w kamizelkę z diamentów nadal spoczywa na dnie. Po tym zdarzeniu miejsce jest uznawane za przeklęte więc nikt się do niego nie zbliża.

#### Jezioro Mithrim
Jezioro Mithrim oddzielało krainę o tej samej nazwie od reszty Hithlumu.
Przy jego północnym brzegu Ñoldorowie rozbili swój pierwszy obóz po swojej Ucieczce do Śródziemia. Nieopodal niego miała też miejsce Dagor-nuin-Giliath. Następnie osiedlili się tam Ñoldorowie pod wodzą Fingolfina, a synowie Fëanora przeszli na południowy brzeg.
Według szacunków Fonstad, jezioro miało powierzchnię ok. 256 mil kwadratowych.

#### Linaewen
Linaewen (sin. Jezioro ptaków) – jezioro ze stworzonej przez J.R.R. Tolkiena mitologii Śródziemia. Znajdowało się pośrodku Nevrastu.
Było zarośnięte wysokimi trzcinami przy brzegach. Staw ten nie miał stałych brzegów, gdyż otaczały go rozległe trzęsawiska. Nazwa pochodzi od żyjącego tam w dużych ilościach ptactwa.

#### Nen Hithoel
Pojawia się w Drużynie Pierścienia, pierwszej części Władcy Pierścieni. Jezioro to jest zaznaczone i podpisane na mapach dodanych do powieści.
Było to wielkie, owalne jezioro utworzone przez wody Anduiny. Położone było pomiędzy Wrotami Argonath a wodospadem Rauros. Otaczały je z obu stron wzgórza Emyn Muil. Na wodach południowego krańca jeziora leżała wyspa Tol Brandir. Od tej strony na obu brzegach Nen Hithoel wznosiły się wysokie wzgórza Amon Lhaw i Amon Hen. Drużyna Pierścienia w czasie podróży z Lothlórien przepływała po tym jeziorze i rozbiła obóz u stóp Amon Hen.
Nazwa Nen Hithoel pochodzi z sindarinu i znaczy w tej mowie Woda mglistego stawu.
W ekranizacji Władcy Pierścieni reżyserii Petera Jacksona w filmie Drużyna pierścienia nowozelandzkie jezioro North Mavora „gra” Nen Hithoel.

#### Nenuial
Wspomniane w tekście Władcy Pierścieni, Silmarillionu i Niedokończonych opowieści. Jezioro to jest zaznaczone i podpisane na mapach dodanych do Władcy Pierścieni.
- W angielskim oryginale – Nenuial / Lake of Evendim
- Przekład Marii Skibniewskiej – Nenuial / Jezioro Evendim
- Przekład Jerzego Łozińskiego – Nenuial / Jezioro Zaranne
- Przekład Marii i Cezarego Frąców – Nenuial / Jezioro Evendim

Było wielkim jeziorem w Eriadorze, położonym pośród Wzgórz Evendim, na północ od Shire’u. Brała stamtąd początek Baranduina. Nad tym jeziorem leżało Annúminas.
Nazwa Nenuial pochodzi z sindarinu i znaczy w tej mowie Jezioro Zmierzchu (ewentualnie Woda Zmierzchu) lub Jezioro Półmroku. W westronie zwano je Jeziorem Evendim.

#### Nísinen
Jezioro w Númenorze tworzone przez wylewające wody rzeki Nunduinë. Znane z tego że jego brzegi były porośnięte wonnymi drzewami krzewami i innymi roślinami. Niedaleko niego znajdowało się miasto Eldalondë.

#### Tarn Aeluin
Jezioro to znajdowało się we wschodniej części Dorthonionu, o czystej wodzie, wedle podań uświęconej przez Melianę. Tam swoją kryjówkę miał Barahir z rodu Bëora Starego i nad tym jeziorem poległ.

### Morza

#### Helkar
Było wielkim śródlądowym morzem w północno-wschodnim Śródziemiu. Według Karen Wynn Fornstad jego powierzchnia wynosiła 1025 tysięcy mil kwadratowych. Powstało w wyniku zniszczenia Illuiny przez Morgotha. W jego wschodniej części znajdowało się Cuiviénen, nad którego brzegiem przebudzili się elfowie. Morze Helkar łączyło się z Wielką Zatoką naturalnym kanałem w delcie ówczesnej Anduiny (jedna odnoga Anduiny wpadała do zatoki, druga do Helkaru). Na północy do morza wpadała Celduina. Morze Helkar zanikło na przełomie Pierwszej i Drugiej Ery na skutek zmian geograficznych wywołanych przy Wojnie Gniewu. Prawdopodobnie pozostałością po nim było Morze Rhûn.

#### Morze Rhûn
Leżało w Rhûnie. Według Karen Wynn Fornstad jego powierzchnia wynosiła ok. 17 900 mil kwadratowych. Miało kształt zbliżony do kwadratu z wyciągniętymi rogami. Największą rzeką wpadającą do morza była Celduina. Przy jej ujściu znajdowało się Królestwo Dorwinionu. Na wszystkich mapach Tolkiena na północno-wschodnich brzegach morza znajduje się las, a na południowo-zachodnich wzgórza.

#### Ringil
Było to wielkie morze śródlądowe umiejscowione w południowej części Śródziemia na miejscu zniszczonej latarni Ormal. Morze to zmieniło się w wyniku Bitwy Potęg w Morza Wewnętrzne oddzielające Śródziemie od Hyarmenoru.

### Zatoki

#### Belfalas
Wzmianki na jej temat znajdują się w tekście Władcy Pierścieni oraz w  Niedokończonych opowieściach. Zatoka ta jest zaznaczona i podpisana w mapach Śródziemia dołączonych do powieści.
Była to wielka zatoka Belegaeru, położona na południu Śródziemia. Wpadała do niej Anduina i większość z rzek Gondoru. Zatoka rozciągała się od półwyspu Andrast aż po ujście Harnen. Na jej wodach leżała wyspa Tolfalas.
Nazwę zatoka zawdzięcza niewątpliwie prowincji Belfalas (w sindarinie Wybrzeże Bel), leżącej nad jej wodami.

#### Forochel
Wzmianki na jej temat znajdują się w Dodatkach do trzeciego tomu Władcy Pierścieni. Na mapach Śródziemia dołączonych do powieści zaznaczona jest południowa odnoga tej zatoki.
Była to duża zatoka położona na dalekiej północy Śródziemia. Wraz z obszarem krainy Forodwaith stanowiła pozostałość po dawnym królestwie Morgotha. Znaczna część zatoki zamarzała zimą. Nad jej brzegami żyło plemię Lossothów. Zwano ją też Lodową Zatoką Forochel.
Samo słowo Forochel pochodzi z sindarinu i znaczy w tej mowie Północny mróz.

#### Zatoka Andúnië
Jedna z trzech zatok w północno-zachodniej krainie Númenoru, Andustarze. Przy niej powstało miasto Andúnië.

#### Zatoka Eldanna
Jedna z zatok Númenoru znajdująca się między Hyarnustarem a Andustarem. Miała około 100 númenorejskich mil szerokości i tym samym była największą zatoką na wyspie. Swoją nazwę zawdzięcza portowi Eldalondë.

#### Zatoka Księżycowa
Była położona u ujścia Rzeki Księżycowej. Na jej zachodnim brzegu mieściły się Szare Przystanie. Jej nazwa brzmiała także Zatoka Lhûn (z sindarinu).

## Wody płynące

### Adorn
Była uważana za zachodnią granicę Rohanu, oddzielającą go od Druwaith Iaur. Wypływała z Ered Nimrais na północny zachód i wpadała do Iseny w Enedwaith.

### Aduranta
Najdalej na południe wysunięty dopływ Gelionu w Ossiriandzie. Spływała wartko z gór Ered Lindon. Mniej więcej w połowie swojej długości jej nurt rozdzielał się, a potem znów łączył, tworząc wyspę Tol Galen, gdzie mieszkali Beren i Lúthien. 

### Anduina
Anduina była największą rzeką północno-zachodniego Śródziemia III Ery, płynącą z Dalekiej Północy do Ethir Anduin w zatoce Belfalas. Jej długość to około 1500 mil. Zlewisko Anduiny i jej dopływów obejmuje obszar między Górami Mglistymi a Mroczną Puszczą (znany jako Dolina Anduiny), a także Anórien i Ithilien, większą część Rohanu i Lebenninu.
Jej źródłami są Greylin i Langwell wypływające z Gór Mglistych i Szarych. Płynie z północy na południe przez zachodnie obszary Rhovanionu, pomiędzy Mroczną Puszczą a górami, następnie przez Brązowe Lądy, wschodnie krańce Lothlórien, Sarn Gebir, Emyn Muil, Argonath i tworzy jezioro Nen Hithoel z wyspą Tol Brandir, a później wodospady Rauros. Wpada do niej Rzeka Entów, następnie tworzy wyspę Cair Andros i dalej płynie przez Osgiliath, Lebennin i wpada do Zatoki Belfalas.
Główne dopływy to Gladden, Celebrant, Limlight, Rzeka Entów, Morgulduina, Erui, Sirith i Poros.
Gdy po obaleniu Saurona Isildur wracał z Mordoru, został zaatakowany przez orków na Polach Gladden. Założył Jedyny Pierścień i niewidzialny skoczył do Anduiny. Pierścień zdradził go i zsunął mu się z palca, a wtedy Isildur przestał być niewidzialny i dosięgły go strzały orków. Pierścień został zgubiony w nurtach rzeki. Dopiero niemal 2500 lat później Pierścień znalazł niziołek o imieniu Déagol.
Jej nazwa w sindarinie znaczy wielka rzeka. Nazywana jest także Wielką Rzeką.

### Aros
Jej dwa źródła biły we wschodnich szczytach Ered Gorgoroth. Biegł na południowy zachód, wzdłuż wschodniej i południowej granicy Doriathu z Dorthonionu przez Beleriand; dopływem Arosu był Celon. Poniżej ujścia Arosu do Sirionuu leżało Aelin-Uial.
Rzeka przestała istnieć w wyniku Wojny Gniewu.

### Baranduina
Płynęła na południe i południowy zachód z Nenuial do przylądka Eryn Vorn, gdzie wpadała do Belegaeru. Na terenie Shire wybudowano nad nią most, który stanowił odcinek Wielkiego Gościńca Wschodniego.
Oryginalna nazwa tej rzeki brzmiała Branda-nîn (Graniczna woda w pierwotnym języku hobbitów). Do czasów Wojny o Pierścień przetrwała zniekształcona Bralda-hîm (Mocne piwo). W Westronie rzekę tę nazywano Brandywiną, a Baranduiną (Złotobrązową rzeką) w sindarinie.

### Bruinen
Bruinen była głośną, pędzącą rzeką, która powstała ze śniegów Gór Mglistych. Jej długość wynosiła 215 mil. Stanowiła południową granicę Arnoru, a później Rhudauru. Na południe od niej znajdował się Eregion. Około 50 mil od swojego źródła Bruinen łączyła się z pewnym górskim potokiem. Nie jest jasne, który z dwóch cieków wodnych był główną rzeką, a który był dopływem. Szkic Tolkiena oznaczał północny potok Bruinen, podczas gdy południowy strumień nazywał się Merrill. Z opisów w książce wynika jednak, że to południowy strumień był rzeką Bruinen, i to był rzeką już w dolinie Rivendell. Dom Elronda znajdował się na północnym brzegu rzeki. W jego pobliżu przez rzekę przerzucony był most, po którego zachodniej stronie znajdował się nieduży wodospad. Oba cieki łączyły się tuż za Rivendell i przepływały przez Bród na Bruinen. Elrond kontrolował rzekę na tym odcinku. Wielki Gościniec Wschodni przekraczał w tym miejscu rzekę. Bruinen kontynuowała swój bieg w kierunku południowym, łącząc się z Mitheithel, tworząc Gwathló, która wpadała do Morza.
Bród na Bruinen przebyli m.in. kompania Thorina w czasie podróży do Ereboru oraz, podczas Wojny o Pierścień, Frodo Baggins na koniu Glorfindela, kiedy to Nazgule utopiły się w wodzie przyzwanej przez Elronda.

### Carnen
Miała swoje źródło w Żelaznych Wzgórzach i płynęła przez Rhovanion. Po około 250 milach łączyła się z Celduiną, by razem z nią, po następnych dwustu milach, wpadać do Morza Rhûn. Nazwa połączonych Carnen i Celduiny nie jest znana.
W Westronie Carnen zwano Rudą Wodą, prawdopodobnie od zabarwienia wody, spowodowanego dużą zawartością żelaza, pochodzącego z Żelaznych Wzgórz.

### Celduina
Jej nazwa znaczy Rzeka Bystra. Wypływała z Głównej Bramy Ereboru. Następnie przepływała przez Długie Jezioro, z którego wypływając, tworzyła wodospad. Przecinała stepy wschodniego Rhovanionu, i wpadała do Morza Rhûn.
Miała długość około 600 mil. Stanowiła ważny szlak handlowy. Jej głównym dopływem była Carnen.

### Celebrant
Rzeka ta płynęła na południowy wschód, wypływając z Jeziora Zwierciadlanego w Nanduhirionie, w Górach Mglistych niedaleko wschodniej bramy Khazad-dûm. Przepływała przez Lothlórien, gdzie łączyła się z Nimrodel. Płynęły dalej razem jako jedna rzeka, mniej więcej w tym samym kierunku, aż do wschodnich krańców Lothlórien, gdzie od zachodu wpadały do Anduiny.
Drużyna Pierścienia wędrowała wzdłuż niej w swej podróży pomiędzy Morią a Lothlórien.
Rzeka ta nazwana została przez elfów Celebrant (sin. srebrny nurt), przez ludzi Silverlode (ang. Srebrna żyła), a przez krasnoludów Kibil-nâla.
Od niej wzięły swoją nazwę Pola Celebrantu, których górną granicą jest las Lothlórien, przez który przepływa ta rzeka.
Zobacz też: bitwa na polach Celebrantu

### Celon
Źródło znajdowało się we wzgórzu Himring. Płynęła wąskim strumieniem przez wschodni Beleriand na południowy zachód. W granicach Doriathu kończyła bieg, uchodząc do Aros. Na lewym brzegu leżała puszcza Nan Elmoth.

### Gladden
Gladden jest zaznaczona, choć podpisana tylko na części map Śródziemia dołączonych do powieści.
Jest prawobrzeżnym dopływem Anduiny, wpadającym do niej pomiędzy Lothlórien a Samotną Skałą. Wypływa ona ze wschodnich stoków Gór Mglistych. Początkowy bieg Gladden charakteryzuje się wysokim spadkiem, typowym dla rzek górskich, natomiast w biegu końcowym rzeka ta płynie przez płaski teren i wpada spokojnie do Wielkiej Rzeki.
Za Dawnych Dni, kiedy w pobliżu Gladden (nazywanej później przez Sindarów Sir Ninglor) osiedlili się po raz pierwszy wędrujący na zachód Elfowie Leśni, rzeka ta wpadała do jeziora, które tworzyły wody Anduiny wpadające do istniejącego wówczas zagłębienia terenu. Na zachód od Anduiny jezioro rozlewało się dość szeroko, natomiast wschodni skraj jeziora i doliny był stosunkowo stromy. Najprawdopodobniej sięgało ono aż do skraju Mrocznej Puszczy. Z biegiem czasu jezioro zarosło i Gladden wiła się wśród wysepek i łanów trzciny oraz żółtych irysów, od których pochodzi sindarińska nazwa rzeki. Z czasem trzęsawisko to cofnęło się bardziej na wschód i pojawiły się na jego miejsce płaskie, porośnięte trawą tereny nazwany Polami Gladden (sin. Loeg Ningloron).

### Glanduina
Wypływała z Gór Mglistych, nieco na południe od Morii. Mierzyła około 200 mil i łączyła się z Mitheithel na bagnach Swanfleet, tworząc rzekę Gwathló. W późniejszych czasach Glanduiną nazywano tylko jej górny bieg, dolny, bagnisty pozostawiając bez nazwy. Na wielu mapach Śródziemia jej nazwa została błędnie przyporządkowana Isenie. W Powrocie króla zwana jest Rzeką Łabędzi.
W sindarinie jej nazwa znaczy rzeka graniczna.

### Gwathló
Zwana też Gwathir (Rzeką Cienia), była to rzeka powstała z połączenia nurtów Mitheithel i Glanduiny, stanowiąca granicę między Minhiriathem a Enedwaith. W Westronie była nazywana Szarym Rozlewiskiem.

### Harnen
Płynęła w południowej części Środziemia; miała źródła w Ephel Dúath. Stanowiła południową granicę Harondoru i północną Haradwaith.

### Isena
Miała swe źródło na południowym krańcu Gór Mglistych, prawdopodobnie na pochyłościach Methedrasu. Była zasilana przez wiele górskich potoków i strumieni, w tej części swego biegu kierowała się na południe przez Dolinę Czarodzieja, gdzie na zachodnim jej brzegu znajdował się Isengard. W odległości jednej mili od Isengardu znajdował się most. Wzdłuż zachodniego brzegu biegła droga do Isengardu.
Po wypłynięciu z Doliny nurt stawał się spokojniejszy, a brzegi się rozszerzały, gdyż we Wrotach Rohanu teren był płaski i trawiasty. Przy Brodach na Isenie, znajdujących się 30 mil na południe od Isengardu, rzekę mogły przekraczać grupy ludzi i koni. Pośrodku Brodów znajdowała się niewielka wysepka. Trzy rzędy kamieni prowadziły do wyspy od każdego z brzegów, by ułatwić przeprawę koniom. Od wschodniego brzegu Brodów biegł Wielki Gościniec Zachodni biegnący przez Rohan do Gondoru, a od zachodniego brzegu Południowy Gościniec do Arnoru. Niezbyt daleko na południe od Brodów na Isenie rzeka wyginała się ku zachodowi i płynęła jako południowa granica Enedwaith. Tam wpadała do niej Adorn, który płynął od Białych Gór znajdujących się na południu. Tu Isena stawała się głęboka, a jej nurt szybki, gdyż znowu płynęła po dużej pochyłości na wybrzeże i do morza.
Isena i Adorn ukształtowały zachodnią granicę Rohanu, a Brody na Isenie miały strategiczne znaczenie dla rohańskiej obrony. Mieszkańcy Dunlandu okupowali Rohan podczas Długiej Zimy po zadaniu klęski Rohirrimom prowadzonym przez króla Helma Żelaznorękiego w walce przy Brodach na Isenie w 2758 roku Trzeciej Ery. W 3019 roku Trzeciej Ery armia Sarumana dwukrotnie atakowała przeprawę (25 lutego i 2 marca).
Podczas Wojny o Pierścień u Brodów na Isenie stoczono dwie bitwy u Brodów na Isenie. W pierwszej batalii poległ Théodred dowodząc około dwoma tysiącami Rohirrimów (pochowano go na wysepce). Natomiast w drugiej bitwie Grimbold i Elfhelm zostali odepchnięci, nim przybył im z odsieczą Erkenbrand. Na polecenie Gandalfa ocaleli z bitwy żołnierze pochowali poległych towarzyszy w Kurhanie Jeźdźców.
Podczas wyprawy do Isengardu Gandalf, król Théoden, Aragorn, Éomer, Legolas, Gimli oraz garstka Gwardii Królewskiej 4 marca 3018 Trzeciej Ery przeprawili się przez Isenę właśnie w tym miejscu, by udać się do Isengardu. Niedaleko brodów nad ranem 6 marca Szara Drużyna odnalazła Aragorna.
Jej sindarińska nazwa brzmi Angren, natomiast Isena w języku rohirrickim znaczy Żelazo.

### Limlight
Wspominana jest w tekście Władcy Pierścieni oraz w Dodatkach do tej powieści. Więcej informacji na jej temat (zwłaszcza jeśli chodzi o jej nazwę) zawierają Niedokończone opowieści. Limlight jest zaznaczona i podpisana na mapach Śródziemia dołączonych do Władcy pierścieni.
- Przekład Marii Skibniewskiej – Mętna Woda
- Przekład Jerzego Łozińskiego – Jawlina
- Przekład Marii i Cezarego Frąców – Limlight

Płynęła z Fangornu na wschód. Wpadała do Anduiny w pobliżu Północnej Płycizny. Stanowiła północną granicę Gondoru, a od 2510 roku Trzeciej Ery granicę Rohanu. W górnym biegu jej rzeki został wzniesiony przez Gondorczyków most, lecz w ciągu kolejnych lat zapewne uległ on zniszczeniu.
Nazwa Limlight pochodzi z języka rohirrickiego. Jej znaczenie nie jest do końca znane. Została utworzona przez upodobnienie (a nie przez tłumaczenie) do pierwotnej nazwy sindarińskiej, nieznanej zresztą do końca (teksty wymieniają różne formy: Limlich, Limliht, Limlaith, Limlint; ponoć ta ostatnia nazwa znaczy Szybkie światło lub Szybki-jasny).

### Mitheithel
Pojawia się we Władcy pierścieni oraz w Hobbicie (gdzie jednak nie jest wymieniana z nazwy).
- W angielskim oryginale – Mitheithel / Hoarwell
- Przekład Marii Skibniewskiej – Mitheithel / Hoarwell
- Przekład Jerzego Łozińskiego – Miteitel / Siwa Woda
- Przekład Marii i Cezarego Frąców – Mitheithel / Hoarwell

Płynęła przez Eriador. Wypływała z Gór Mglistych opodal Ettenmoors, płynęła na zachód, po czym skręcała na południe i łączyła się z Glanduiną, tworząc rzekę Gwathló. Jej dopływem była Bruinen. Wielki Gościniec Wschodni przecinał ją na Ostatnim Moście, który był najdogodniejszą przeprawą przez tę rzekę. W latach 861–1409 Trzeciej Ery w dolnym biegu Mitheithel stanowiła granicę między Rhudaurem a Cardolanem.
W Westronie zwana była Hoarwell, co było tłumaczeniem nazwy sindarińskiej, Szare źródło.

### Morgulduina
Płynęła od Mordoru ku Anduinie, jej woda była zatruta. Natknęli się na nią Frodo Baggins i Samwise Gamgee podczas swej wędrówki do Mordoru. Dzieliła Ithilien na Północne i Południowe. Nazwa jej oznacza w sindarinie rzekę [Doliny] Morgul.

### Nimrodel
Był to strumień opisany w Drużynie Pierścienia, gdy Drużyna Pierścienia (już bez Gandalfa) wchodziła do Lothlórien. Nazwa wywodzi się z sindarinu i oznacza Pani Białej Groty. Potokowi nadano nazwę od imienia dziewczyny wywodzącej się z plemienia Elfów Leśnych, które zamieszkiwało Lórien.
Nimrodel znajdował się w dorzeczu Anduiny, wypływał z Gór Mglistych wpływał do Celebrantu, dopływu Anduiny. Był bystry, choć w niektórych miejscach rozlewał się w sadzawki. Zanurzenie się w wodzie przepędzało zmęczenie, czego doświadczyli członkowie Drużyny Pierścienia. Na drodze potoku był wodospad, znad którego wiosną dało się słyszeć głos Nimrodel.

### Nen Lalaith
Potok przepływający obok domostwa Húrina w Dor-lóminie. Wypływała z podnóży góry Amon Darthir. Z racji tego że Urwena córka Húrina często bawiła się koło tego potoku dostała po nim imię Lalaith co znaczy śmiech.

### Nunduinë
Jedna z dwóch Głównych rzek Númenoru, wypływała z podnóży Meneltarmy. Miała kilkanaście mil długości i wpływała do Zatoki Eldanna, po drodze tworząc jezioro Nísinen.

### Rzeka Entów
Miała swoje źródła w okolicach Methedrasu, najbardziej wysuniętej na południe góry spośród szczytów Gór Mglistych, nieopodal jednego z domów Drzewca. W początkowym biegu płynęła przez Fangorn, następnie dążyła w kierunku południowo-wschodnim dzieląc Rohan na Zachodnią i Wschodnią Bruzdę. Na wysokości Edoras do Rzeki Entów wpadał Śnieżny Potok. Dalej rzeka wpływała do Anduiny. Do ujścia Rzeki Entów wpadał strumień Mering.
Sindarińska nazwa rzeki (Onodló) pochodzi od mieszkańców Fangornu, entów (zwanych też onodrimami). W czasie Trzeciej Ery jej znaczenie zostało zapomniane.

### Rzeka Księżycowa
Płynęła przez północny Eriador. Miała liczne źródła w Górach Błękitnych i Wzgórzach Evendim, których pasma wyznaczały granice jej zlewiska. Kończyła bieg uchodząc do Zatoki Księżycowej.
Stanowiła granicę między Arnorem na wschodnim brzegu i krainami zamieszkanymi przez elfów i krasnoludów na zachodnim.
Jej sindarińska nazwa brzmiała Lhûn.

### Rzeka Leśna
Była rzeką wypływającą z Ered Mithrin i wpływającą do Jeziora Długiego. Przepływała przez Mroczną Puszczę gdzie wpływała do niej Rzeka Zaklęta. Mieszkańcy dworu króla leśnych elfów spławiali nią beczki do Esgaroth.

### Rzeka Zaklęta
Rzeka wypływająca z Gór Mrocznej Puszczy i wpływająca do Rzeki Leśnej. Płynęła w niej czarna woda. Po dotknięciu tej wody lub napiciu się jej zapadało się w śpiączkę i miało krótkotrwały zanik pamięci. W 2941 roku Trzeciej Ery Bombur, członek Kompanii Thorina, podczas wyprawy do Ereboru wpadł do tej rzeki i zapadł w głęboki i długi sen.

### Sirannon
Jej źródło znajdowało się w Górach Mglistych niedaleko Zachodniej Bramy Morii; prawdopodobnie niedaleko stamtąd wpływała do Glanduiny. W czasie Wojny o Pierścień jej górny bieg w pobliżu Bramy Morii był zatamowany, a w powstałym jeziorku mieszkał Czatownik z Wody.
Jej nazwa pochodzi z sindarinu i znaczy Strumień spod bramy.

### Siril
Najdłuższa z kilku rzek Númenoru. Stanowiła granice Hyarnustaru i Hyarrostaru. Jej źródło znajdowało się u podnóży Meneltarmy a jej ujście tworzyło bagienne równiny po południowej stronie Númenoru. U jej ujścia leżało miasto rybackie Nindamos.

### Sirion
Była największą rzeką Beleriandu, mającą 850 mil długości. Źródło Sirionu (Eithel Sirion) znajdowało się u wschodnich podnóży Ered Wethrin, a ujście w zatoce Balar. Płynęła przez 9 mil pod ziemią od bagien Aelin-Uial, pod wyżynnym Andramem, do jego zboczy, skąd wypływała. Uznawana była za granicę pomiędzy wschodnim a zachodnim Beleriandem.
Dopływami Sirionu były: Aros, Esgalduina, Mindeb, Narog, Rivil i Teiglin. Płynęła przez góry Ered Wethrin, Moczary Serech, Przełom Sirionu, Doriath, Bagna Sirionu, następnie 9 mil pod górami Andramem i przez Nan-Tathren i uchodziła do zatoki Balar. Przestała istnieć na skutek Wojny Gniewu w 583 roku Pierwszej Ery.
Znaczącą wyspą na rzece była Tol Sirion, gdzie znajdowała są warownia Minas Tirith. Ważną przeprawą był z kolei bród Brithiath, znajdujący się w pobliżu lasu Brethil.

#### Przełom Sirionu
Wąska dolina w północnej części Beleriandu., pomiędzy wysokimi górami Ered Wethrin a Ered Echoriath, którą płynął w górnym biegu Sirion.
Przełom (Przesmyk) Sirionu miał ogromne znaczenie strategiczne w Pierwszej Erze, gdyż był głównym przejściem do Beleriandu Zachodniego. Na wyspie Tol Sirion na Sirionie Finrod zbudował wieżę Minas Tirith. Gdy ta padła w 457 PE, przesmyk służył orkom, do wypadów na Beleriand.

## Inne miejsca

### Brody na Erui
Wzmianki o nich znajdują się w Dodatkach do Władcy Pierścieni. Są zaznaczone i podpisane na dużej mapie Gondoru dołączonej (nie we wszystkich wydaniach) do tej książki.
- W angielskim oryginale – Crossings of Erui
- Przekład Marii Skibniewskiej – bród na Erui
- Przekład Jerzego Łozińskiego – brody na Erui
- Przekład Marii i Cezarego Frąców – bród na Erui

Były to brody na Erui w Gondorze, położone były w górnym biegu rzeki. Przez nie przebiegał Gościniec Południowy z Minas Tirith do Pelargiru. W 1447 roku Trzeciej Ery (podczas Waśni Rodzinnej) doszło tam do bitwy pomiędzy wojskami prawowitego króla Eldacara a armią uzurpatora Castamira Samozwańca.
Nazwa jest dosłownym tłumaczeniem sindarińskiego miana Ethraid Erui.

### Ethir Anduin
Była to potężna delta rzeczna Anduiny uchodząca do zatoki Belfalas w Lebennin. Jej nazwa w sindarinie znaczy Ujście Anduiny.

### Rauros
Pojawia się we Drużynie pierścienia, pierwszej części  Władcy pierścieni i jest zaznaczony na mapach Śródziemia dołączonych do tej powieści.
- W angielskim oryginale – Rauros / Falls of Rauros
- Przekład Marii Skibniewskiej – Rauros / wodogrzmoty Rauros
- Przekład Jerzego Łozińskiego – Rauros / Wodospad Rauros
- Przekład Marii i Cezarego Frąców – Rauros / wodogrzmoty Rauros, Wodospady Rauros

Był to wielki wodospad na Anduinie, położony u południowego krańca jeziora Nen Hithoel, niedaleko Mordoru i Emyn Muil. Był najpewniej największym wodospadem Śródziemia. Woda spadająca z dużej wysokości czyniła wielki huk, do czego odnosiła się nazwa Rauros. Obejść wodospad można było przez Północne Schody.
Nazwa Rauros pochodzi z sindarinu i znaczy w tej mowie Rycząca piana lub Ryczący pył wody.
W ekranizacji Władcy pierścieni reżyserii Petera Jacksona w filmie Drużyna pierścienia Rauros był imitowany przez jeden z wodospadów w Argentynie.

### Sarn Gebir
Pojawia się w Drużynie Pierścienia, pierwszej części Władcy Pierścieni i jest zaznaczone na mapie dołączonej do tego tomu.
Były to progi rzeczne na Anduinie, położone na północ od Argonath. Ciągnęły się na odległość około jednej mili. Było to bardzo niebezpieczne miejsce, najeżone skałami, dlatego żadna łódź nie była w stanie przebyć progów. Gondorczycy zbudowali więc na zachodnim brzegu Anduiny ścieżkę holowniczą, omijającą Sarn Gebir.
Podczas podróży łodziami z Lothlórien na południe, Drużyna Pierścienia niespodziewanie, z racji silnego prądu rzeki, który bardzo szybko niósł podróżników, dopłynęła nocą do progów (23 lutego 3019 roku Trzeciej Ery). Łodzie omal się nie rozbiły, a jednocześnie Drużynę zaatakowali łucznicy orków z Mordoru, wspierani przez jednego z Nazgûli. Ostatecznie Frodowi i jego towarzyszom udało się dobić do zachodniego brzegu, a Legolas celnym strzałem z łuku zabił skrzydlatą bestię, która była wierzchowcem Nazgûla. Następnego dnia Drużyna przeniosła swoje łodzie ścieżką holowniczą i ruszyła w dalszą drogę.
Nazwa Sarn Gebir pochodzi z sindarinu i znaczy w tej mowie Kamienne szpikulce (ewentualnie Kamienne kolce).

### Nindalf
Nindalf (sin. Moczarowa równina. Wcześniejsza forma nazwy moczar, jak podaje K.W. Fonstad na podstawie informacji z Historii Śródziemia, to Palath Nenui. W Westronie zwane Wetwang - nazwa składa się ze słowa wet (mokry, podmokły) i staroangielskiego wang (równina, pole); w Anglii, w hrabstwie Yorkshire, leży miejscowość nosząca nazwę Wetwang. Były to rozległe, grząskie moczary wspomniane w Drużynie Pierścienia. Są zaznaczone i podpisane na mapach Śródziemia dołączonych do powieści.
Było położone na wschodnim brzegu Anduiny. Rozciągały się pomiędzy wzgórzami Emyn Muil (na północy), Martwymi Bagnami (na północnym wschodzie). Na południowy zachód od nich zaczynały się góry Mordoru. Po przeciwnej stronie Anduiny wpadała do niej rzeka Entów, tworząc szeroką deltę.